# Fabián Pedacchio
Fabián Pedacchio Leaniz, né le 12 avril 1964 à Buenos Aires, est un prélat argentin, secrétaire particulier du pape François de 2014 à 2019.

## Biographie

### Argentine
Étudiant en économie, il abandonne ses études pour rentrer au séminaire. Il est ordonné prêtre le 7 décembre 1992. Expert en droit canon, il est secrétaire de la Société argentine de droit canon. Il a également travaillé dans les bureaux des tribunaux ecclésiastiques argentins.

### Vatican
En 2007, la congrégation pour les évêques demande au cardinal Jorge Bergoglio d'envoyer un prêtre pour le service interne de la congrégation. Le cardinal choisit donc pour ce rôle Fabián Pedacchio. Le 18 août 2012, le pape Benoît XVI lui confère le titre de chapelain de Sa Sainteté.

#### Secrétaire du pape François
Le 13 mars 2013, le conclave élit le cardinal Jorge Bergoglio pape, celui-ci décide de s'installer à la maison Sainte-Marthe au Vatican. Le 28 mai suivant, il nomme Fabián Pedacchio comme son  second secrétaire particulier, charge qu'il exerce tout en conservant son rôle à la congrégation pour les évêques. En avril 2014, Alfred Xuereb, le secrétaire particulier étant nommé secrétaire général du secrétariat pour l'économie cesse ses fonctions auprès de François et Fabián Pedacchio devient le secrétaire particulier du pape et le demeure jusqu'en décembre 2019.

## Distinction
- Chevalier de l'ordre du Mérite de la République italienne‎ (18 avril 2015 sur proposition du président du Conseil des ministres[3])

## Annexes

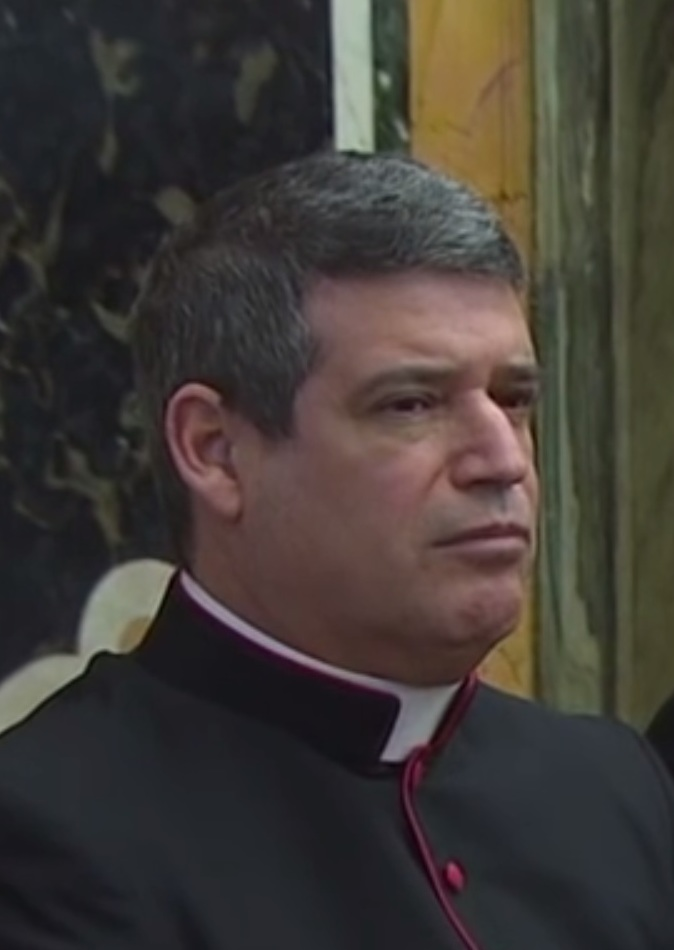
Fabián Pedacchio en décembre 2016.